# NGC 6159
NGC 6159 is een elliptisch sterrenstelsel in het sterrenbeeld Hercules. Het hemelobject werd op 20 juli 1879 ontdekt door de Franse astronoom Édouard Jean-Marie Stephan.

## Synoniemen
- UGC 10397
- MCG 7-34-38
- ZWG 224.29
- NPM1G +42.0441
- PGC 58185